# Momtschilgrad

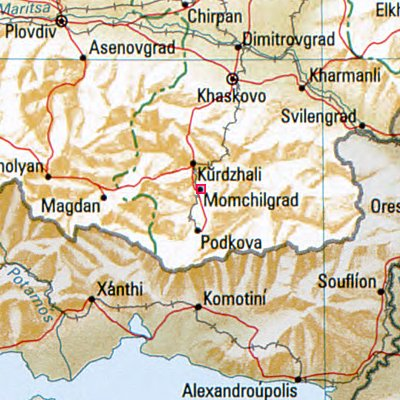
Momtschilgrad – Bulgarien – Nachbarorte: Kardschali, Podkowa, Chaskowo, Plowdiw, Madan, Swilengrad, Assenowgrad, Tschirpan, Dimitrowgrad, Charmanli, Xanthi, Komotini, Soufli, Alexandroupoli

Momtschilgrad [ˈmɔmtʃiɫˌɡrat] (bulgarisch Момчилград, türkisch Mestanlı) ist eine Stadt  in Südbulgarien, in der Oblast Kardschali, in der Nähe der Städte Kardschali und Dschebel. Momtschilgrad ist die zweitgrößte Stadt in der Oblast Kardschali.

## Lage
Momtschilgrad liegt im Südosten des Rhodopen-Gebirges.
Die Stadt liegt am Fluss Warbiza (bulg. Върбица) – einem Zufluss der Arda, die wiederum ein Zufluss der Mariza ist.
In der Region liegt das Naturschutzgebiet Elenowoto Stopanstwo (bulg. Еленовото стопанство; dt. Übersetzung: Hirschwirtschaft).

## Geschichte
Der Ort hieß ursprünglich Mestanlı (türkisch; bulg. Местанлъ) bzw. in der bulgarisierten Version Mestanlij (Мъстанлий) und wurde 1934 zu Ehren Momtschils umbenannt. Seit 1937 ist Momtschilgrad eine Stadt.
In unmittelbarer Nähe von Momtschilgrad, beim Dorf Tatul, liegt die archäologische Fundstelle Swetilischto, die angeblich das Grab von Orpheus ist.
Im Ort gibt es die Kirche Sweti Zar Boris der Täufer (bulg. Свети цар Борис покръстител, für die Person siehe: Boris I.). Der Feiertag der Kirche ist der 2. Mai. Weiterhin gibt es die Tschitalischte Neues Leben (bulg. Нов Живот).
Die Stadt ist seit 2005 gemeinsam mit Momtschil Namensgeber für den Momchil Peak, einen Berg auf Greenwich Island in der Antarktis.

## Wirtschaft
In der ländlichen Umgebung der Stadt wird hauptsächlich Tabak und Paprika angebaut, sowie Viehzucht (Schafe, Rinder) betrieben. Im Industriegebiet der Stadt gibt es holzverarbeitende, metallverarbeitende Betriebe, sowie Textilbetrieb.

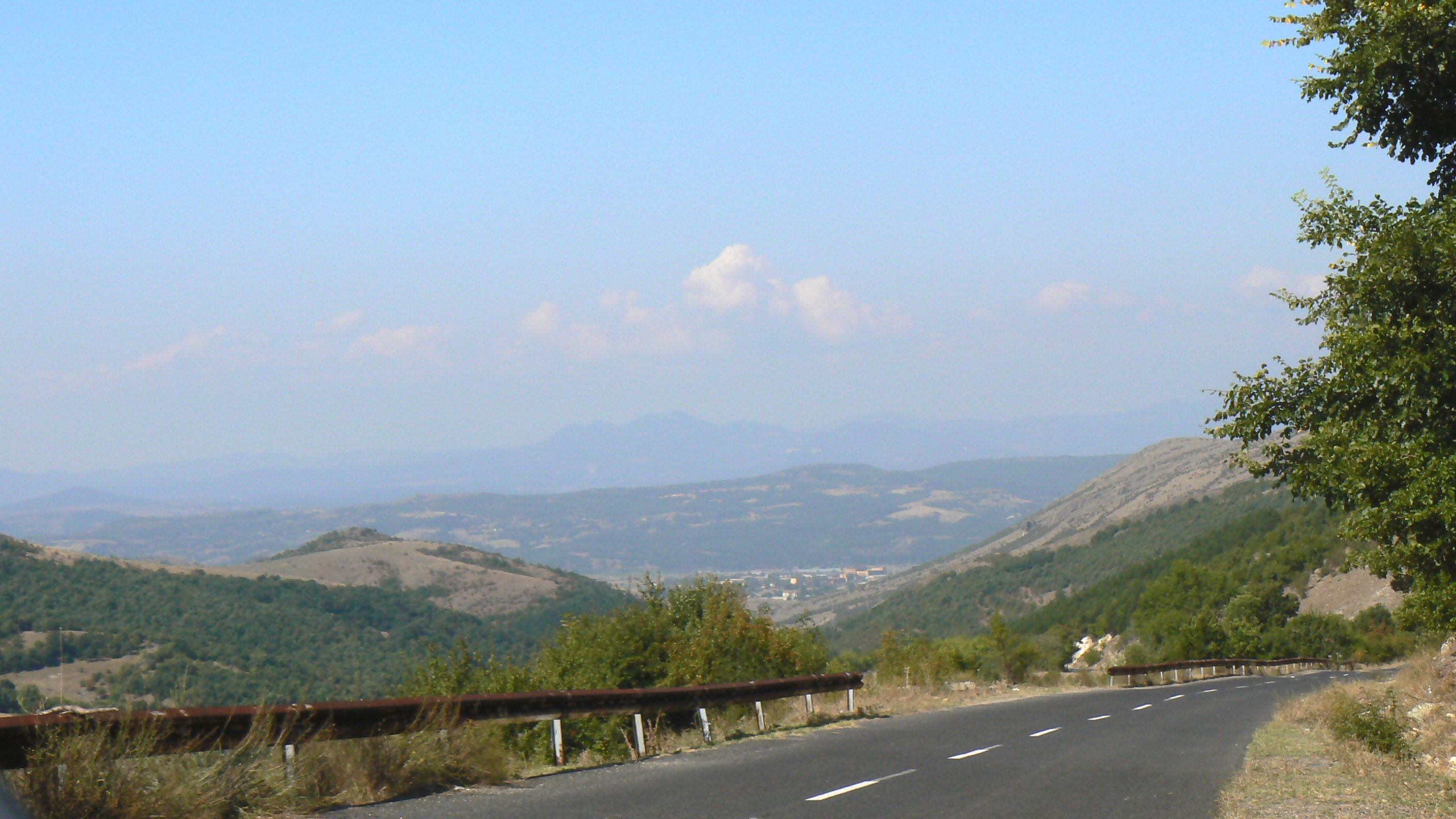
Blick über die Stadt
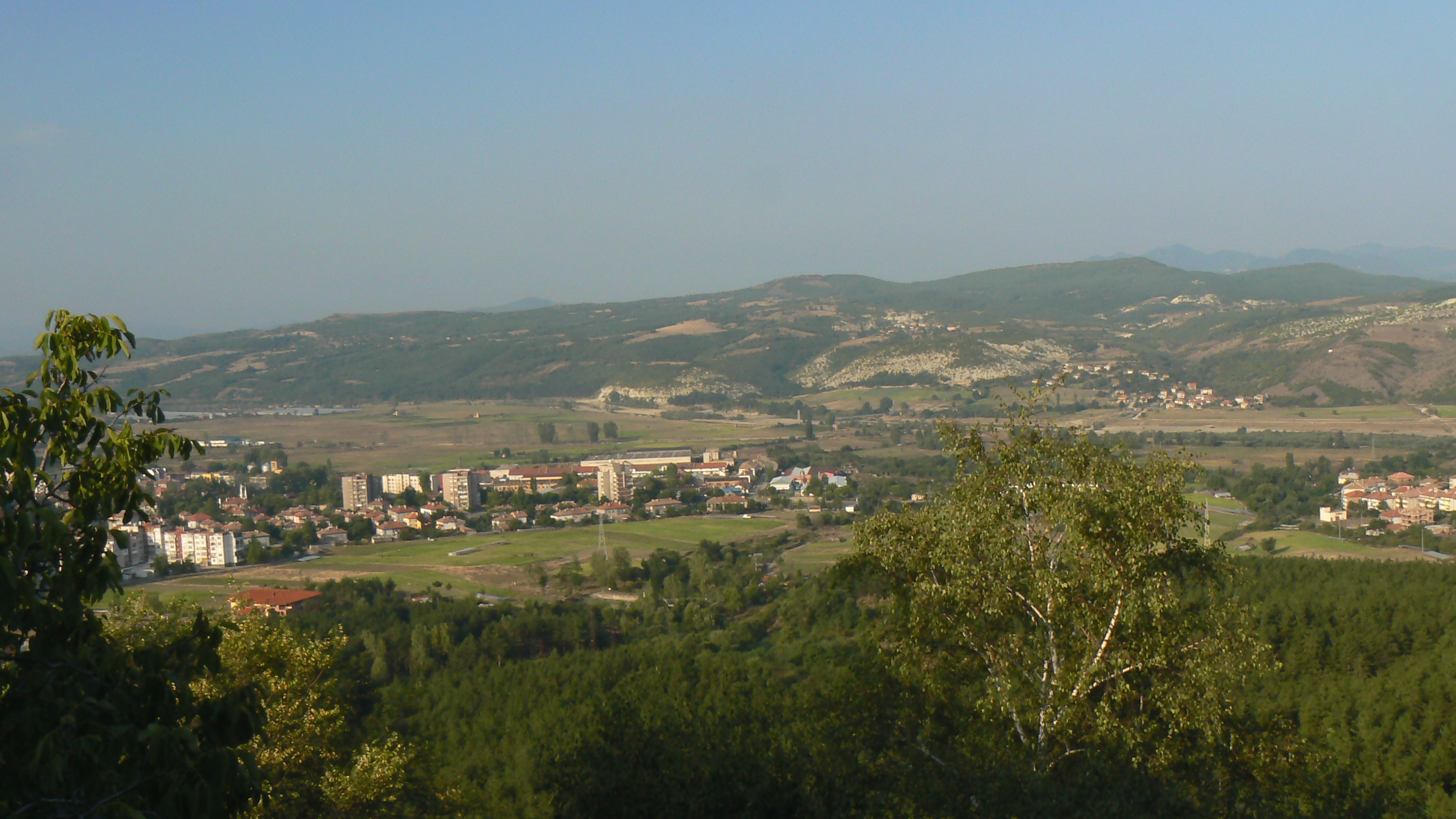
Blick über die Stadt
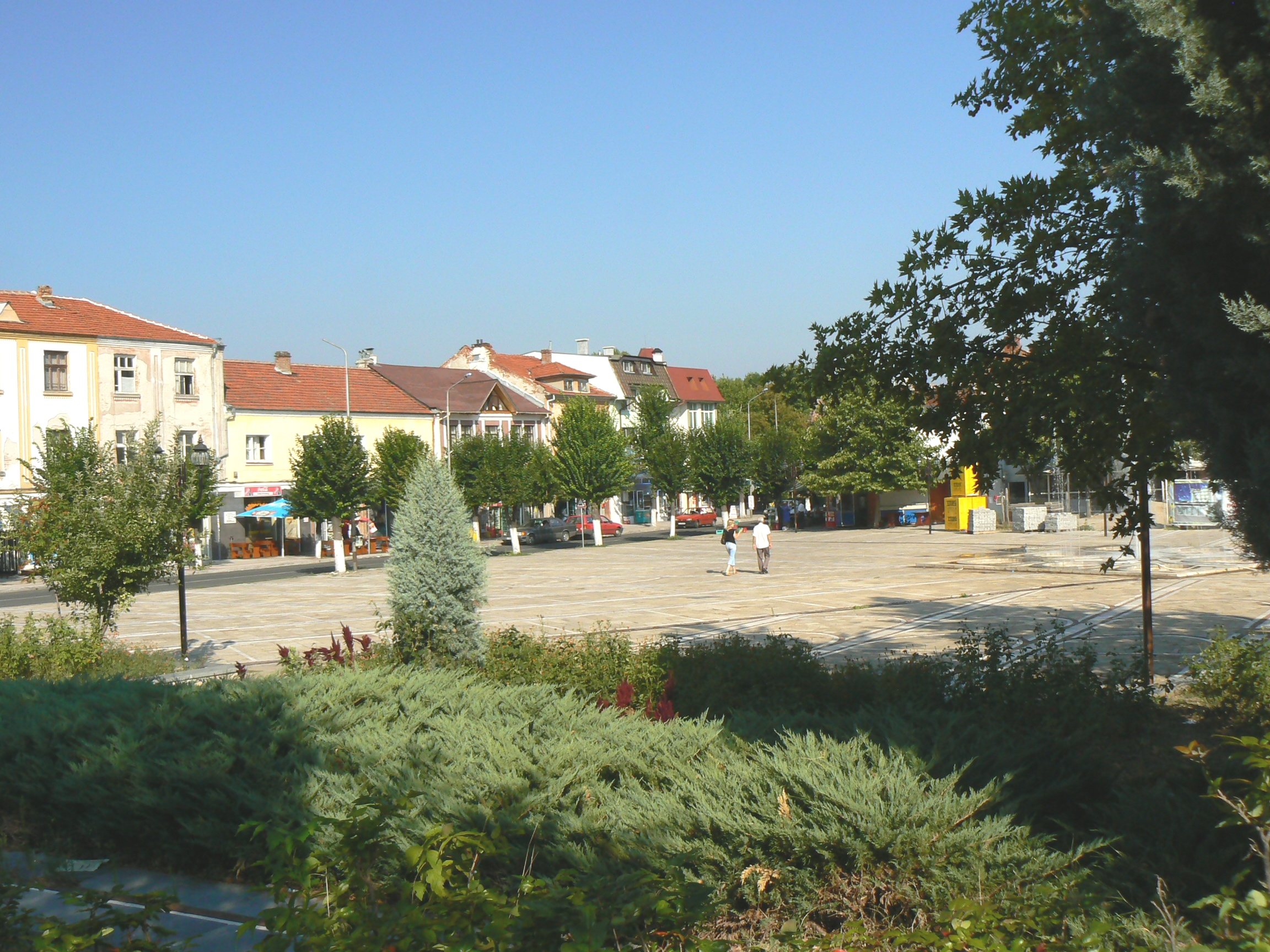
Stadtansicht

## Söhne und Töchter der Stadt
- Daniela Gergeltschewa (* 1964), Tischtennisspielerin
- Petar Stojtschew (* 1976), Schwimmsportler und Weltmeister
- Georgi Gogow (* 1948), Musiker